# Werner Daum (Historiker)
Werner Daum (* 1961 in Karlsruhe) ist ein deutscher Historiker.

## Leben
Daum absolvierte von 1982 bis 1989 ein Studium der Neuen Geschichte, Philosophie und Politologie an den Universitäten Berlin, Florenz und Rom. Daneben war er freier Mitarbeiter für die Tageszeitung „Il Manifesto“ (Rom) und die Zeitschrift „Con/tatto“ (Bologna). Von 1994 bis 1997 war er im DFG-Graduiertenkolleg an der Universität Trier tätig und Stipendiat des Deutschen Historischen Instituts Rom für sein Promotionsvorhaben über Öffentlichkeit, Buchhandel und Kommunikation in der Verfassungsrevolution Neapel-Siziliens 1820/21. Von 1997 bis 2001 wirkte er an Forschungsprojekten zur deutschen Religionsgeschichte zwischen 1750 und 1850 in Trier, zur europäischen Verfassungsgeschichte im 19. Jahrhundert in Berlin und an der FernUniversität in Hagen mit. 2001/2002 wurde er am virtuellen Promotionskolleg in Hagen promoviert. Dort entwickelte er Studienmaterialien, war mit Fachlektoraten und Fachübersetzungen in Berlin und Trient tätig und übernahm Lehraufträge zur Neueren Geschichte an der Universität Koblenz-Landau. Von 2006 bis 2012 war er in der Lehre an der Fernuniversität in Hagen im Lehrgebiet Neuere Deutsche und Europäische Geschichte tätig. Außerdem betreute er das dortige Promotionskolleg.
Seit 2007 ist Werner Daum mit der Koordination und wissenschaftlichen Redaktion eines Forschungsprojekts zur europäischen Verfassungsgeschichte beschäftigt, das am Dimitris-Tsatsos-Institut für Europäische Verfassungswissenschaften der Fernuniversität in Hagen angesiedelt ist und vom Archiv der sozialen Demokratie der Friedrich-Ebert-Stiftung gefördert wird. Er ist Ehrenamtlicher externer Korrespondent des Dimitris-Tsatsos-Institut für Europäische Verfassungswissenschaften. Seit 2012 leitet er das Regionalzentrum Karlsruhe der Fernuniversität in Hagen.

## Forschungsschwerpunkte
Daums Forschungsschwerpunkte sind die Vergleichende europäische Verfassungsgeschichte des 19. Jahrhunderts, die Geschichte des italienischen Risorgimento und Postrisorgimento 1796–1915, die Geschichte Preußens und der deutschen Staatenwelt im 19. und 20. Jahrhundert sowie die Öffentlichkeitsforschung und Publizistikgeschichte des 18. und 19. Jahrhunderts.

## Schriften (Auswahl)
Monografien
- Oscillazioni dello spirito pubblico. Sfera pubblica, mercato librario e comunicazione nella Rivoluzione del 1820–21 nel Regno delle Due Sicilie, Società Napoletana di Storia Patria, Napoli 2015.
- Significato e eredità del decennio francese (e inglese) (1806–1815). Il Regno di Napoli e il Regno di Sicilia in una prospettiva di storia costituzionale comparata (= Momenti della storia di Napoli e del Mezzogiorno d'Italia, 5), Istituto italiano per gli studi filosofici, Napoli 2007.
- Zeit der Drucker und Buchhändler. Die Produktion und Rezeption von Publizistik in der Verfassungsrevolution Neapel-Siziliens 1820/21 (= Italien in Geschichte und Gegenwart, 21), Frankfurt/Main u. a. 2005.
- Oszillationen des Gemeingeistes. Öffentlichkeit, Buchhandel und Kommunikation in der Revolution des Königreichs beider Sizilien 1820/21 (= Italien in der Moderne, 12), Köln 2005.

Herausgeberschaften
- mit Peter Brandt, Miriam Horn: Der skandinavische Weg in die Moderne. Beiträge zur Geschichte Norwegens und Schwedens vom Spätmittelalter bis ins 20. Jahrhundert, Berlin 2016.
- mit Peter Brandt, Martin Kirsch, Arthur Schlegelmilch: Quellen zur europäischen Verfassungsgeschichte im 19. Jahrhundert. Institutionen und Rechtspraxis im gesellschaftlichen Wandel, CD-ROM-3: 1848–1870, Bonn 2015.
- mit Wolfgang Kruse, Eva Ochs, Arthur Schlegelmilch: Politische Bewegung und symbolische Ordnung. Hagener Studien zur Politischen Kulturgeschichte. Festschrift für Peter Brandt, Bonn 2014.
- mit Peter Brandt, Martin Kirsch, Arthur Schlegelmilch: Handbuch der europäischen Verfassungsgeschichte im 19. Jahrhundert. Institutionen und Rechtspraxis im gesellschaftlichen Wandel, 
  - Bd. 2: 1815–1847, Bonn 2012;
  - Bd. 3: 1848–1870, Bonn 2020.
- mit Kathrin S. Hartmann, Simon Palaoro, Bärbel Sunderbrink: Kommunikation und Konfliktaustragung. Verfassungskultur als Faktor politischer und gesellschaftlicher Machtverhältnisse, Berlin 2010.
- mit Peter Brandt, Martin Kirsch, Arthur Schlegelmilch: Quellen zur europäischen Verfassungsgeschichte im 19. Jahrhundert. Institutionen und Rechtspraxis im gesellschaftlichen Wandel, CD-ROM-2: 1815–1847, Bonn 2010.